# 마니교
마니교(페르시아어: آیین مانی Āyin e Māni 아인 에 마니, 영어: Manichaeism 매니키이즘[*])는 사산 제국의 예언자 마니가 창시한 이란 계통의 종교로, 사산 제국(226~651) 시대의 주요 페르시아 영지주의 종교 가운데 하나이자 현존하지 않는 고대 및 중세 종교다.
마니교의 창시자인 예언자 마니(페르시아어:  مانی, 고대 시리아어: ܡܐܢܝ, 라틴어: Manichaeus 마니카이우스[*] 또는 Manes 마네스[*]: c. 216~276)가 저술한 본디 저작은 대부분 상실되었지만, 다수 번역서와 단편이 지금까지 전해지고 있다. 
마니교에서는 선하고 영적인 빛의 세계와 악하고 물질적인 어둠의 세계 사이 투쟁에 관해 설명하는 정교한 우주론을 가르쳤다. 이 우주론에 의하면, 인간의 역사에서는 선과 악 또는 영성과 물질성의 투쟁이 계속하여 발생하는데, 이 과정을 통해 선 또는 영성이 그 대립물인 악 또는 물질성을 극복하게 되며, 이에 따라 빛(영 또는 영혼의 에센스)이 물질 세계에서 점차 철수하게 되고, 마침내 그 자신이 발출되어 나왔던 본디 원천인 빛의 세계(world of light)로 되돌아가게 된다.
마니교는 기원후 3세기에서 7세기 동안 융성하는데, 그 절정기에는 가장 널리 퍼진 세계 종교들 중의 하나였다. 마니교는 동쪽으로는 중국까지, 서쪽으로는 로마 제국까지 전파되어 이들 지역에 마니교 사찰과 경전이 있었다 
서양에서는 마니교가 비교적 빨리 사라졌지만 동양의 경우 중국 남부에서는 14세기 이후에야 최종적으로 사라졌다. 이는 네스토리우스교(경교(景敎), 동방의 교회Church of the East)가 중국에서 쇠퇴하여 사라진 것과 동시대의 일이다. 
본래 마니에 의해 시리아 아람어로 저술된 여섯 권의 마니교 경전은 마니교의 전파를 용이하기 하기 위해 곧 여러 다른 언어로 번역되었다. 마니교가 동쪽으로 전파되면서 마니교의 경전들은 중세 페르시아어 · 파르티아어 · 소그드어 · 토하라어로 번역되었으며, 최종적으로 위구르어와 중국어(한문)로 번역되었다. 서쪽으로 전파되면서는 그리스어 · 콥트어 · 라틴어로 번역되었다. 마니교의 전파와 흥기는 다른 종교들에게는 위협으로 여겨졌는데 그 결과 마니교는 기독교 · 조로아스터교 · 이슬람교 · 불교 문화권에서 박해를 받았다.

## 역사

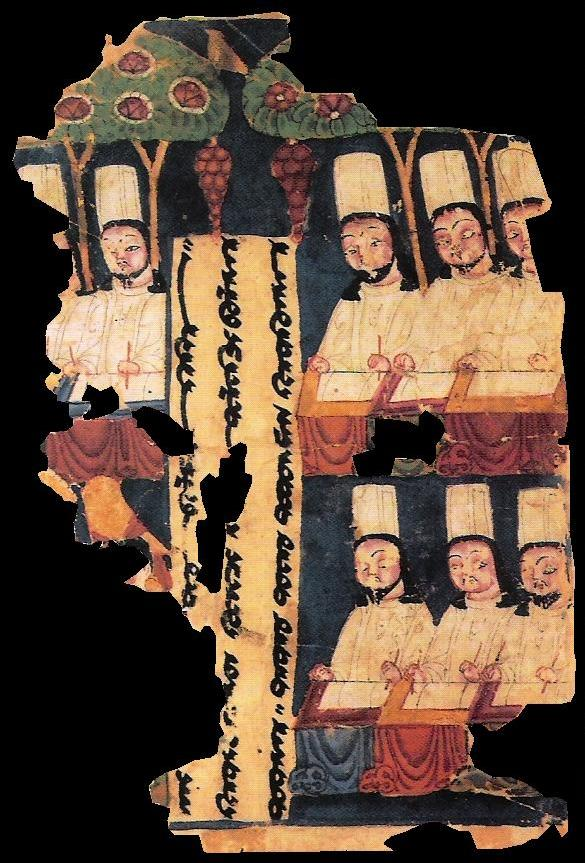
마니교의 사제들이 책상에서 글을 쓰고 있다: 타림 분지의 고창에서 발견된 사본의 한 페이지

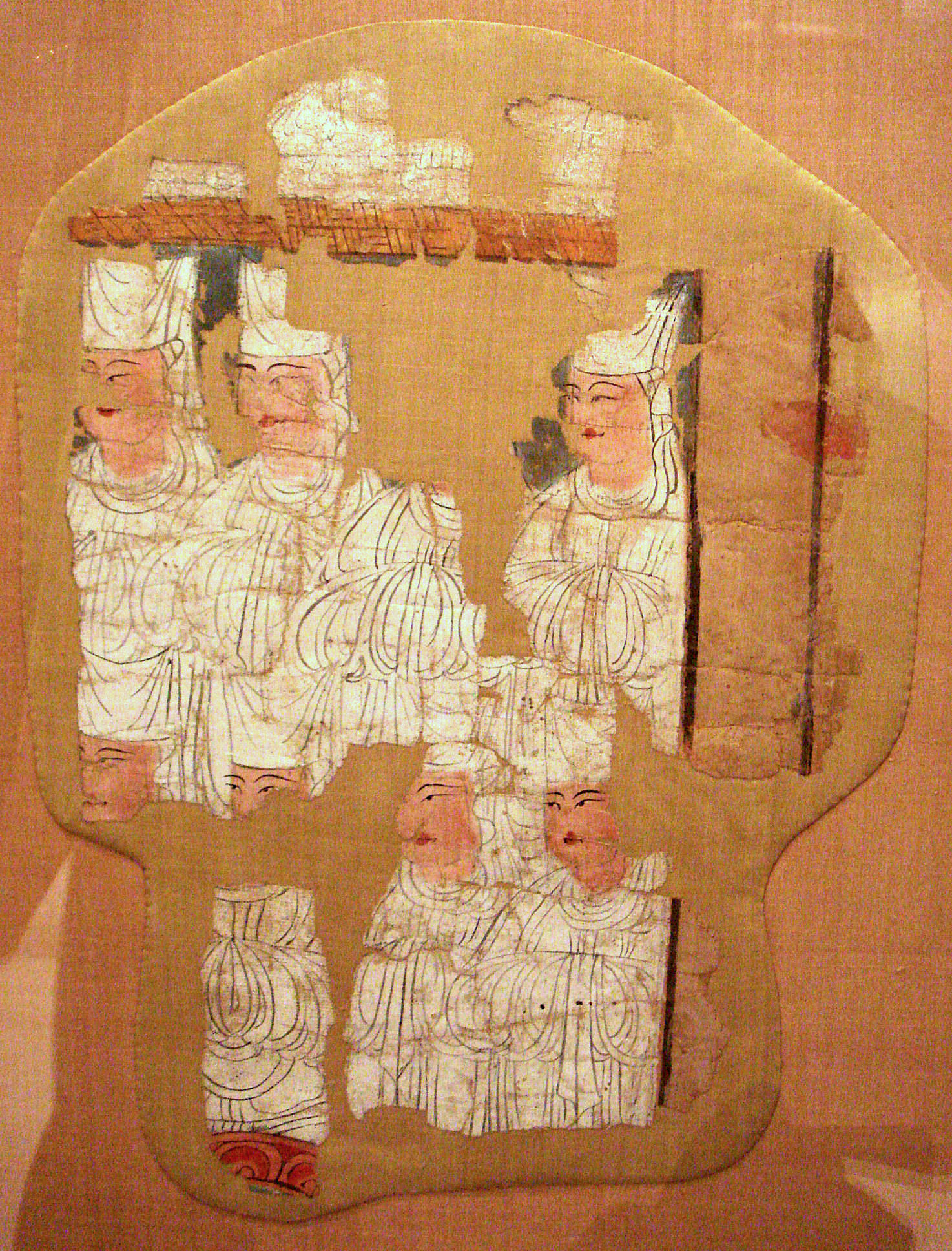
마니교의 소명받은 자들(Electae), 10세기, 고창

### 마니의 생애
마니(Mani)는 아르사케스 왕조, 즉 파르티아 제국 출신 및 혈통의 페르시아인(이란인)이었다. 그의 생몰연대는 기원후 216~274년이며 바빌로니아 주(Babylonia)에서 태어났다. 바빌로니아는 마니가 태어날 당시에는 파르티아 제국(BC 247~AD 226)의 바빌로니아 주에 속했지만 그의 활동기에는 사산 제국(224~651)의 아수리스탄 주(Asuristan province)에 속해 있었다. 《퀼른 마니 코덱스》에 따르면, 마니의 부모는 엘카사이파(Elcesaites)의 교인이었다.
당시에, 동부중기아람어(Eastern Middle Aramaic)가 바빌론의 주 언어이자 사산 제국의 행정 및 문화의 언어였다. 이 언어에는 유대 아람어(Judeo-Aramaic), 만다야 아람어(만다야교의 언어), 시리아 아람어의 세 방언이 있었는데, 이들 중 시리아 아람어가 마니가 사용한 언어였으며 또한 시리아 기독교인(Syriac Christians)들이 사용한 언어였다. "마니(Mani)"라는 이름은 이 세 아람어 방언 모두에서 공통으로 사용된 산스크리트어 이름으로, 이 세 방언을 말하는 사람들 사이에서 흔한 이름이었다. 마니는 일곱 권의 책을 저술했는데 이들 중 여섯 권은 시리아 아람어로 저술되었다. 일곱 번째 책, 《샤푸라간(Shāpuragān)》 은 중세 페르시아어로 저술되었는데, 마니는 이 책을 사산 제국의 수도 크테시폰에서 당시의 사산 제국의 왕이었던 샤푸르 1세(재위 241~272)에게 헌정했다.
샤푸르 1세가 마니교 신자였다는 증거는 없지만, 그는 자신의 제국의 영토 내에서 마니교가 확산되는 것을 용인했고 마니교에 박해를 가하는 것을 금했다. 한 전승에 따르면 마니가 마니교 문자(Manichaean script)라고 불리는 시리아어 문자의 독특한 버전을 만들었다고 한다. 그리고 이 문자가, 말하는 언어가 시리아어인지 혹은 중세 페르시아어인지에 상관없이, 페르시아 제국 내에서 쓰여진 모든 마니교 문헌들에 사용되었으며, 또한 위구르 제국 내에서 쓰여진 대부분의 저작에서 사용되었다고 한다. 
마니교는 마니 이전의 예언자들, 즉 아담과 자라투스트라와 붓다와 예수의 후대의 신봉자들에 의해 타락되고 잘못 해석된 가르침들을 원래의 완전한 모습 그대로 가르치고 있다고 주장하였다. 따라서, 마니교가 확산되어감에 따라, 마니교는 타 종교의 신들을 받아들여 마니교의 경전들에 적합하게 바꾸었다. 마니교의 원본 아람어 경전들에는 이미 예수에 대한 이야기가 들어있었다. 마니교의 경전들은 마니교가 동쪽으로 전파되면서 페르시아어로 번역되었는데, 이 때 마니교의 신들(또는 천사들)은 종종 조로아스터교의 야자타들의 이름으로 바뀌었다.
이리하여, 마니교의 최고신인 빛의 신으로, 문자 그대로는 "위대함의 아버지(The Father of Greatness, 우주의 아버지)"라고 해석되는, "아바 데라부타(Abbā dəRabbūṯā)"가 중세 페르시아어 문헌에서 직역되어 "피드 이 우주르기(pīd ī wuzurgīh)"로 번역되었을 수도 있고 혹은 조로아스터교의 한 분파로 주르반교의 최고신인 주르완(Zurwān: 주르반)의 이름을 차용하여 번역되었을 수도 있다. 이와 유사하게, 마니교에서 말하는 원초 인간으로 원래의 인간(Original Man)이라는 뜻의 "나사 카드마야(Nāšā Qaḏmāyā)"는 조로아스터교의 아후라 마즈다를 본따 "오르마즈드 바이(Ohrmazd Bay)"라고 불렸다. 이러한 일은 마니교가 중국의 불교와 만났을 때도 계속되었는데, 이 경우, 예를 들어, 어둠의 세계에서 빛을 구하고 있는 사람들에게 빛의 세계에서 보내는 부름(call)을 뜻하는 아람어 원본의 낱말인 "카리아(karia)"는 중국 불교 경전의 관음(觀音, Guan Yin)과 동일시되었다. 중국 불교에서 자비의 보살인 관음보살, 즉 산스크리트어의 아발로키테스바라(Avalokitesvara)의 문자 그대로의 뜻은 "세상의 소리를 봄 또는 인지함"으로 마니교는 이 낱말을 "어둠의 세상에서 빛을 구하는 자의 소리를 보고 듣고 그를 이끄는 부름(call)을 내보냄"의 의미로 해석하여 자신들의 용어인 "카리아(karia)"를 "관음(觀音)"에 적용하였다.
마니는 젊은 나이에 설교를 시작하였는데, 만다야교와 같은 당시의 바빌로니아인들과 아람인들의 종교 운동에 영향을 받았을 가능성이 있으며 또한, 《에녹의 서》와 같은, 쿰란에서 발견된 유대교 계시 문헌들과 이들과 유사한 문헌들의 아람어 번역본들을 읽고 그 영향을 받았을 가능성이 있다. 《쾰른 마니 코덱스》가 발견되면서, 마니가 세례를 중시하였던 유대-기독교 분파인 엘카사이파의 환경 속에서 자랐으며 이 분파의 문헌들의 영향을 받았다는 것이 또한 명백해졌다. 알나딤(al-Nadim: 995/8에 사망)과 페르시아의 박식가인 알비루니(al-Biruni: 973~1048)에 의해 보존되어 전해진 전기에 따르면, 마니는 청년 시절에 한 영(靈)으로부터 계시를 받았다고 한다. 마니는 나중에 이 영을 자신의 쌍둥이(Twin), 시지고스(Syzygos), 자신을 꼭 닮은 존재(Double), 수호천사(Protective Angel), 또는 신적 자아(Divine Self)라고 불렀다. 이 중에서 "쌍둥이"의 아람어 원본은 תאומא(타우마 Tauma)로 이 낱말에서 사도 토마스의 이름이 유래했다. "시지고스"는 파트너를 뜻하는 그리스어로, 《쾰른 마니 코덱스》에 나오는 낱말이다. 마니교의 전통에 따르면, 이 "신적인" 쌍둥이 자아 또는 참된 자아가 마니에게 진리들을 가르쳤으며 마니는 이렇게 가르침 받은 진리들을 하나의 종교로 발전시켰다. 이 신적인 자아는 마니에게 자아에 대한 완전한 앎(Self-realization: 구원받은 상태, 자기 자신을 완전히 아는 상태, 자아실현의 상태, 아트마 즈냐나의 상태)을 가져다주었고 그리하여 마니는 "그노스티코스(gnosticus)", 즉 신적인 지식과 자유와 구원의 통찰력을 가진 사람들 중의 하나가 되었다고 마니교의 전통에서는 말하고 있다. 마니는 자신이, 《신약성경》에서 예수에 의해 제자들에게 일어날 일이라고 약속된 바처럼(참고: 〈요한복음〉 14장 16~17절), "진리의 파라클레토스(Paraclete of the Truth: 진리의 보혜사, 진리를 가르칠 자격이 있는 교사)"가 되었다고 주장하였다.
마니교의 예수관에 대해 역사학자들은 다음과 같이 기술하고 있다:
마니교에서는 예수가 다음의 세 가지 구분되는 측면을 가진 것으로 보았다: (1) 세상의 빛으로서의 예수(Jesus the Luminous), (2) 메시아로서의 예수(Jesus the Messiah) 그리고 (3) 고난을 감내하는 자로서의 예수(Jesus patibilis).
(1) 세상의 빛으로서의 예수(Jesus the Luminous)의 가장 중요한 임무는 지고한 계시자와 지고한 안내자의 역할을 하는 것이다. 아담을 (물질성의) 잠에서 깨운 후 아담 자신의 영혼이 신성에서 기원하였음을 밝혀주었고 아담 자신의 현재 처지가, 육체 속에 감금당해있고 물질과 혼란되이 섞여 있는, 고통의 상태라는 것을 깨우쳐준 존재가 바로 세상의 빛으로서의 예수였다. 한편, 메시아로서의 예수(Jesus the Messiah)는 역사적 실존 인물로서 유대인들의 예언자였고 마니 이전의 선배 선각자 혹은 마니의 출현의 전조를 보인 선구자였다. 그러나, 마니교인들은, 비록 예수가 역사적으로 실존했던 인물이기는 하지만, (세상의 빛으로서의) 예수가 전적으로 신적인 존재였다고 믿었다. 마니교인들은 (세상의 빛으로서의) 예수는 결코 인간적인 탄생을 겪은 적이 없다고 말하였다. 마니교인들은 (세상의 빛으로서의) 예수가 육체의 수태와 탄생을 통해 태어났다는 견해뿐만 아니라 (세상의 빛으로서의) 예수가 처녀 잉태를 통해 태어났다는 (정통파) 기독교의 교의를 모두 똑같이 외설적인("물질중심주의적인") 견해라고 보고 극히 꺼려하였다. 처녀 잉태의 교의에 대하여 마니교인들은 묻기를, 예수가 세상의 빛인데, 만약 예수가 처녀(마리아)의 자궁 속에 있었다면("세상의 빛이 구원받은 상태에 도달하지 못한 사람들처럼 육체 또는 물질에 함몰 또는 국한되어 있었다면") 도대체 세상의 빛은 어디에 있었단 말인가("그를 세상의 빛이라고 할 수 있겠는가") 하고 되물었다.
(2) 메시아로서의 예수(Jesus the Messiah)는 예수가 세례를 받을 때에 진정으로 태어났다. 왜냐하면 이 일이 일어났을 때 위대함의 아버지가 예수가 자신의 아들임을 공개적으로 인정하고 선언했기 때문이다. 메시아로서의 예수가 겪은 고난과 죽음과 부활은 외관으로만 그랬던 것 뿐인데, 왜냐하면 (메시아 즉 구원자로서의 예수라는 측면에서 볼 때) 예수가 겪은 고난과 죽음과 부활은 그 자체로 다른 사람에게 구원을 가져다주는 가치를 가치거나 혹은 그러한 역할을 하는 것이 아니기 때문이다. 다만, 비록 (구원에 이르는 길을 가는 도중에) 인간의 영혼이 고난을 겪지만, (구원은 성취될 수 있으며 또한) 결국 구원을 성취하게 된다는 것을 실례로써 보여주었다는 점에서 예수가 겪은 고난과 죽음과 부활은 의미 또는 가치가 있으며 또한 (또 다른 예언자 또는 구원자인) 마니의 순교를 예측하게 하는 역할을 한다는 점에서 의미가 있다.
(3) 메시아로서의 예수가 겪은 고난과 죽음과 부활이 외관으로만 그랬던 것 뿐인 것에 반해, 속박된("벗어날 수 있지만 필요에 의해 육체를 입게 된 그리고 벗어날 수 없어서 어쩔 수 없이 육체를 입게 된") 빛의 입자들(Light-Particles)이 가시적인 우주("물질 우주") 전역에서 겪는 고통은 단순히 외관으로만 그런 것이 아니라 실제의 고통이며 가시적인 우주의 속성상 피할 수 없는 내재적인 고통이다. 이것은 '(위대함의 아버지가 물질 우주에) 신비의 십자가(mystic Cross)를 놓음으로써 우리의 영혼의 고난의 상처들이 드러나는 것'("속박된 영혼이 자신이 고통의 상태에 처해있다는 것을 비로소 알게 되는 것")으로 상징되고 있다. 이 신비적인 빛의 십자가(mystical Cross of Light) 위에 고난을 감내하는 자로서의 예수(Jesus patibilis), 즉 '인류의 생명이자 구원'이 매달려 있다. 이 신비의 십자가(Mystica cruxificio)는 모든 나무, 풀, 과일, 야채, 심지어 돌과 흙 속에도 존재한다. 물질 세상에 속박된 영혼으로서는 피할 길이 없는 이 끊임이 없는 우주적인 고통과 그 고통을 함께 하면서 구원의 임무를 수행하는 빛("고난을 감내하는 자로서의 예수")에 대한 묘사가 콥트어로 된 마니교 시편들 중의 하나에서 아주 아름답게 표현되어 있다.
또한, 마니와 관련하여 역사가들이 주목하는 다른 사항들 중 하나는, 마니가 스스로를 "예수 그리스도의 사도"라고 선언했다는 주장이다. 이와 더불어, 마니교가 전파되고 있는 해당 지역에 따라 마니가 붓다, 크리슈나, 자라투스트라 혹은 예수가 재화신한 것이라고 주장한 마니교 전통이 있었는데, 역사가들은 그 의미와 해석에 관심을 가지고 있다. 예를 들어, 다음과 같은 견해가 있다.
"다른 유력한 종교들의 상징과 교의를 결합시키는 것 외에도, 마니교는 또한 토착 종교 전통들의 상징과 신들도 자신의 교의 체계에 결합시켰다. 이 경우로 특히 힌두교의 신 가네사를 들 수 있는데, 이러한 점은 한스 요아킴 클림카이트(Hans-Joachim Klimkeit)의 《Manichaean art and calligraphy (마니교 미술과 서예)》에 수록된 그림들에서 증명된다. 마니교의 가르침이 전파되고 있는 지역에 따라 마니가 붓다, 크리슈나, 자라투스트라 혹은 예수의 재화신이었다는 주장들이 나타났다. 이러한 전략적인 주장은 마니교도와 다른 종교적 공동체들 사이에 관용의 정신이 나타나게 하는 역할을 했다. 그리고 이러한 특징은 당국자들의 허락을 얻어 비단길 상의 다른 종교들 사이에서 마니교가 신앙되고 실천될 수 있도록 하는데 크게 도움이 되었다."
또한 학자들은 마니교에 대해 알려진 것들 중 많은 부분이 알비루니와 같은 10세기 후반과 11세기의 이슬람 역사가들로부터 왔다는 것, 특히, 시아파 무슬림에 속한 페르시아 역사가인 알나딤과 그의 저서인 《피흐리스트(Fihrist)》로부터 왔다는 것에 주목하고 있다. 예를 들어 "이슬람 저술가들은 최후의 예언자(Seal of the Prophets: 문자 그대로는 '예언자들의 봉인', 책이 완료되어 봉인되듯 완결되었다는 의미)라는 주장이 마니로부터 유래했다고 보았는데", 이스라엘의 학자인 구이 스트로움사(Guy G. Stroumsa)는 이 주제를 자세히 논하였다.
마니가 저술한 경전들의 다른 하나의 원천 자료는 에녹서들과 관련된 원본 아람어 문헌들과, 《거인의 서(Book of Giants)》라고 불리는, 《에녹서》의 누락 부분이다. (《에녹서》와 《에녹 2서》를 참고하시오.) 마니는 이 누락 부분을 직접 인용하였으며 그 내용을 확장하였고, 이렇게 하여 만들어진 《거인의 서》는 마니교 교회의 여섯 원본 시리아어 경전들 중 하나가 되었다. 여러 세기가 흐르는 동안 비마니교 저술가들에 의해 간략히 언급된 것 외에는 《거인의 서》의 원본(이것은 《에녹서》의 제6부를 이룬다)은 20세기가 되기까지는 발견되지 않았다.
원본 아람어의 《거인의 서》와 마니교 문헌 《거인의 서》의 산발적인 파편들이, 모두 20세기에 발견된, 유대 사막에서 발견된 사해 문서와 위구르 마니교 왕국이 있었던 투르판에서 발견된 마니교 문헌들에 포함되어 있었다. 전자의 《거인의 서》의 파편들은 1976년에 유제프 밀리크(Józef Milik)가 이들을 분석하여 출판하였다. 후자의 《거인의 서》의 파편들은 1943년에 W.B. 헤닝(W.B. Henning)이 이들을 분석하여 출판하였다. 헤닝은 자신의 책에서 다음과 같이 분석하고 있다:
마니는 페르시아 제국의 한 지방에서 태어나고 성장기를 보냈으며 또한 자신의 생애의 대부분을 보냈다. 그리고 그의 어머니는 유명한 파르티아 가문의 사람이었다. 이런 배경의 마니가 이란의 신화 전통을 사용하지 않았다는 것은 특기할 만한 사항이다. 《거인의 서》의 페르시아어 버전과 소그디아어 버전에서 보이는 삼(Sām), 나리만(Narīmān) 등의 이란 이름들이 마니가 시리아어로 저술한 원본에는 없었다는 것에는 전혀 의문의 여지가 없다.
마니교의 신화와 《에녹서》 문헌들과 《거인의 서》에서, 마니교 신화에서 10 하늘 중 7번째 하늘에서 빛의 세계를 지키는 수호자로서 앉아 있는 존재 인 "위대한 영광의 왕(Great King of Glory)"은 《에녹서》 문헌들에서 하늘의 왕좌에 앉아 있는 영광의 왕(King of Glory)과 동일한 존재이다. 아람어로 된 《에녹서》와, 쿰란에서 발견된 문헌들 전반에서, 그리고 테오도레 바르 코나이(Theodore Bar Konai: fl. 8 또는 9세기 말)가 인용한 마니교 경전의 시리아어 원본 부분에서, 이 존재는 "위대한 영광의 왕"이라는 뜻의 "말카 라바 데-이카라(malka raba de-ikara)"로 불리고 있다.
마니(216?~276?)가 자신의 전도의 시작기에 쿠샨 제국(30~375)으로 여행했던 것에 주목하여 (바미안의 몇몇 종교적 그림들이 마니가 그린 것이라고 여겨지고 있다.), 리처드 폴츠(Richard Foltz)는 불교가 마니교에 영향을 끼쳤다고 보고 있다:
불교는 마니의 종교적 사상의 형성에 커다란 영향을 끼쳤다. 영혼의 윤회는 마니교의 믿음이 되었다. 그리고 "소명받은 자 또는 선택받은 자(elect)"라고 불린 남성과 여성 사제 또는 승려들과 이들을 후원하는 "듣는 자(hearers)"라고 불린 남성과 여성 일반 신자들로 이루어진 4부의 체계는 불교의 승가의 4부대중 체계를 기반으로 한 것으로 보인다.
마니교가 확산되고 있던 시기에, 기독교와 조로아스터교와 같은 기존 종교들은 사회적 · 정치적 영향력을 얻어가고 있었다. 마니교의 신봉자들의 수는 적었으나, 마니교는 당시의 여러 고위 정치인들의 지지를 얻었다. 사산조 페르시아 제국의 후원으로 마니는 선교 활동을 시작하였다. 하지만, 다음 세대의 페르시아 황가의 지지를 받지 못하고 또한 조로아스터교 성직자들의 반대에 부딪쳐, 마니는 페르시아 황제 바흐람 1세에 의한 처형을 기다리던 중 감옥에서 옥사했다고 전해지고 있다. 마니의 사망 연대는 기원후 276~277년으로 추정되고 있다.

### 후기 역사

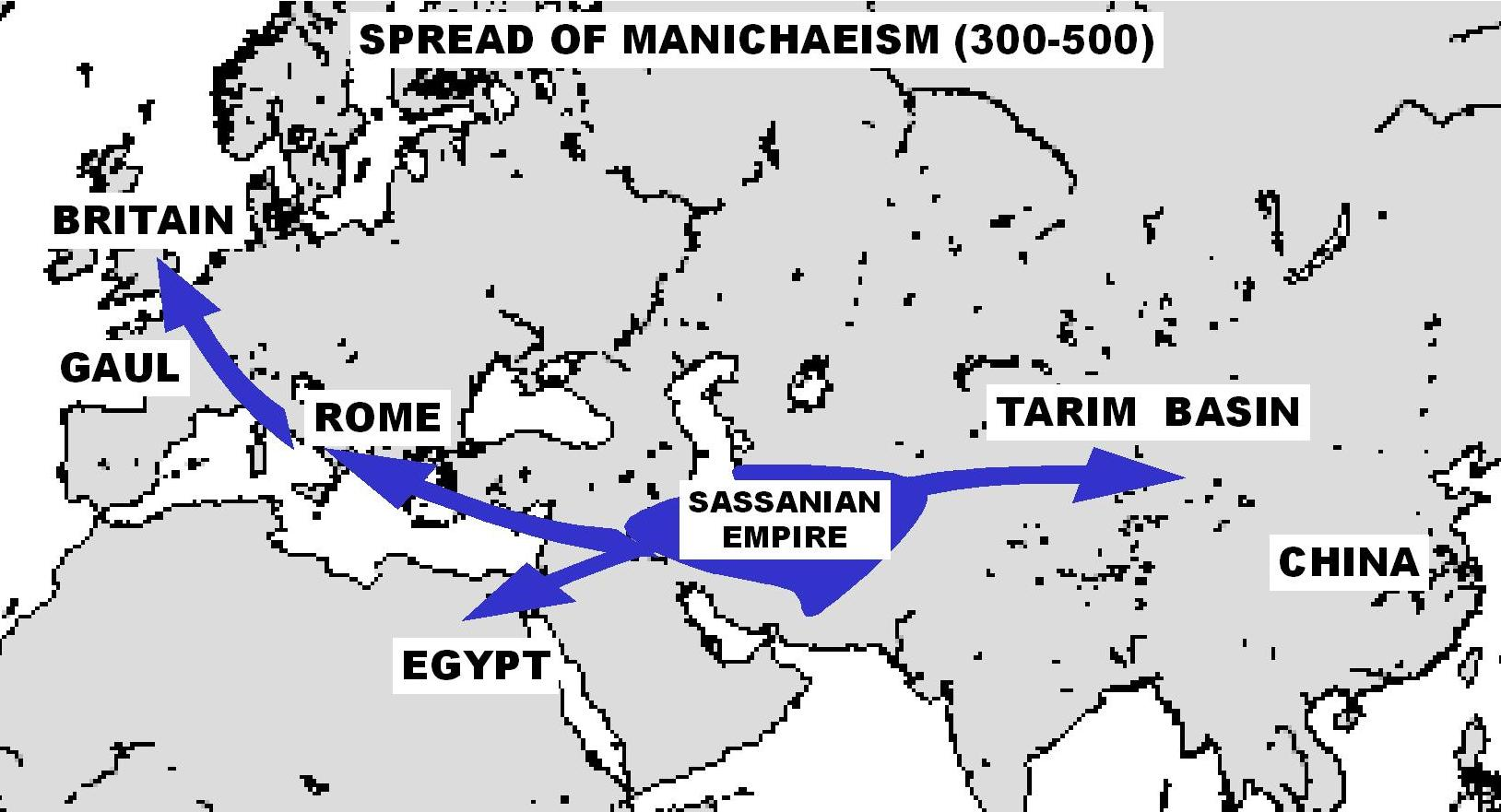
마니교의 전파 경로 (기원후 300~500). 지도의 참고 문헌: World History Atlas, Dorling Kindersly.

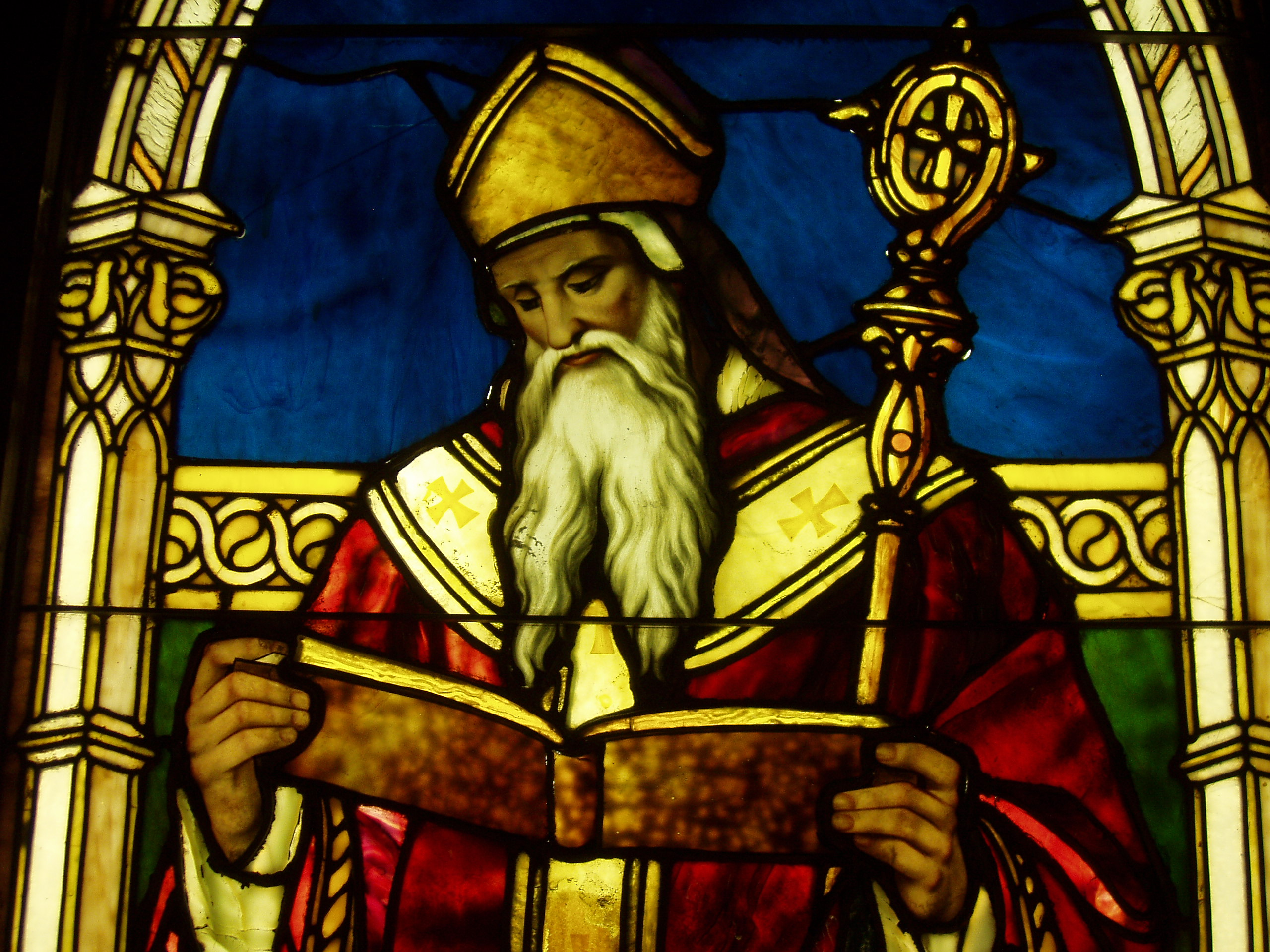
아우구스티누스(354~430)는 마니교에서 기독교로 개종하였다(387년)

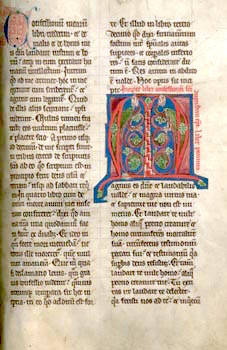
아우구스티누스의 《고백록》의 제7권의 13세기 사본: 이 권에서 아우구스티누스는 마니교를 비판하고 있다

마니교는 동쪽과 서쪽 두 방향으로 놀라운 속도로 전파되었다. 마니교가 로마에 전파된 것은 사도 프사티크(Psattiq)에 의해 의한 것으로 이는 가장 늦게 잡아도 기원후 280년에 이루어졌다. 프사티크는 또한 244~251년 동안 이집트에 있었다. 마니교는 290년에 이집트의 파이윰 지역에서 번성하였다. 기독교 교황 멜키아데(임기 311~314)가 교황좌에 있던 시기인 312년의 로마에는 마니교 사원이 있었다.
마니교의 확산과 성공은 다른 종교에게는 위협으로 느껴졌으며, 헬레니즘, 기독교, 조로아스터교, 이슬람교, 불교 문화권에서 크게 박해를 받았다.
291년에는 페르시아 제국에서 박해가 일어나 바흐람 2세(재위 276~293)에 의해 사도 시신(Sisin)이 살해되었고 또한 많은 마니교도들이 학살당하였다. 303년에 기독교를 크게 탄압했던 로마 황제 디오클레티아누스(284~305)는 그 이전의 296년에 마니교를 탄압하는 칙령도 발표했었다: "마니교의 지도자들과 주동자들을 최고의 형벌에 처하여 그들의 혐오스러운 경전들과 함께 화형에 처할 것을 명한다." 이 칙령의 결과로 이집트와 북아프리카에서 많은 마니교 순교자가 발생했다. (참고: 디오클레티아누스의 박해(Diocletian Persecution)). 늦어도 354년에 푸아티에의 힐라리오(300?~368?)는 마니교가 갈리아 남부의 주요한 종교 세력들 중의 하나였다고 기술하고 있다. 381년에 기독교인들은 테오도시우스 1세(재위 379~395)에게 마니교도의 시민권을 박탈할 것을 요구하였다. 382년에 테오도시우스 1세는 마니교의 사제 혹은 승려들을 사형에 처한다는 칙령을 발표하였다.
아우구스티누스(354~430)는 387년에 마니교에서 기독교로 개종하였다. 387년은 로마 황제 테오도시우스 1세가 마니교를 사형에 처한다는 칙령을 발표한 382년이 얼마 지나지 않은 때이고 또한 테오도시우스 1세가 기독교를 로마 제국의 유일한 합법적 종교로 선언한 391년이 얼마 남지 않은 때였다. 그의 저서 《고백록》에 따르면, 아우구스티누스는 "듣는 자"의 그룹에 속하여 9년 또는 10년간을 마니교 신앙을 지켰는데, 그 후 기독교인이 되었으며 마니교의 주요한 반대자 중의 하나가 되었다. 그는 마니교 주교였던 밀레베의 파우스투스(Faustus of Mileve: fl. 383)의 견해에 반대하는 자신의 글에서 마니교에 대한 자신의 반대 의견을 표명하고 있다. 아우구스티누스는 지식이 구원의 열쇠라는 마니교의 믿음이 너무 수동적인 태도라고 보았으며 이러한 믿음은 이 믿음을 가진 사람의 삶에 어떤 변화도 일으키지 못한다고 보았다.
나는 여전히, 죄를 짓는 자는 우리 자신이 아니라 우리 안에 있는 다른 어떤 성품이라고 생각했었다. 이 생각은 나의 자만심을 부추겨 내가 어떤 죄도 짓지 않았다고 생각하게 했다. 그리고 내가 잘못을 저질렀을 때 그것을 고백하지 못하도록 하였다... 나는 내 안에 있으나 나의 일부는 아닌 이 알지 못하는 어떤 것에 책임을 전가하며 변명하는 일을 더 좋아하였다. 물론, 진정한 진실은 그 모든 것이 전적으로 나 자신의 책임이며 나 자신의 신앙심 없는 행위와 말이 나 자신을 분열시켰다는 것이다. 내가 스스로를 죄인이 아니라고 생각하는 한 나의 죄는 전혀 치유될 수 없었다. (《고백록》 5권 10절)
마니교의 사유 방식이 아우구스티누스의 사상의 발전에 영향을 미친 것으로 보는 현대의 학자들이 있는데, 이러한 아우구스티누스의 사상으로는 선과 악의 본질에 대한 견해, 지옥의 개념, 인간을 소명받은 자(elect) · 듣는 자(hearer) · 죄인(sinner)의 세 집단으로 나눈 것, 육체와 성적 행위를 적대시한 것 등이 있다.
마니교가 어떻게 기독교에 영향을 미쳤는가 하는 것은 논쟁이 계속 진행 중인 사항이다. 마니교가 보고밀파 · 바오로파 · 카타리파에 영향을 끼쳤을 수 있다. 그러나 이 교파들이 남긴 기록은 소수이며 이들과 마니교와의 연결 관계는 미약하다. 그 정확성 여부에 관계 없이, 이들 교파들이 마니교라는 비난 또는 정죄는 이들과 동시대의 정통파 교회의 반대자들이 이 교파들을 겨냥하여 작심하고 내린 비난 또는 정죄로, 종종 이들 반대자들은 이 교파들이 교부들이 싸웠던 초기 기독교의 이단들과 합치한다는 것을 보여주고자 했는데, 필요하다면 없는 사실을 만들어 내서라도 합치성을 보여주고자 하였다. 바오로파 · 보고밀파 · 카타리파의 이원론적 교의와 세상이 사탄적 성격의 데미우르고스에 의해 창조되었다는 믿음이 마니교로부터 영향을 받아 성립된 것인가 하는 것은 확정 불가능한 사항이다. 카타리파는 교회 조직에서는 마니교의 조직 구성 원리를 채용한 것으로 보인다. 프리스킬리안(Priscillian: ?~385)과 그의 추종자들도 또한 마니교의 영향을 받았을 수 있다. 마니교인들은 《토마스행전(Acts of Thomas)》과 같은 많은 기독교 외경들을 보존하였는데, 이 외경들은 그렇지 않았다면 상실되었을 문헌들이다.

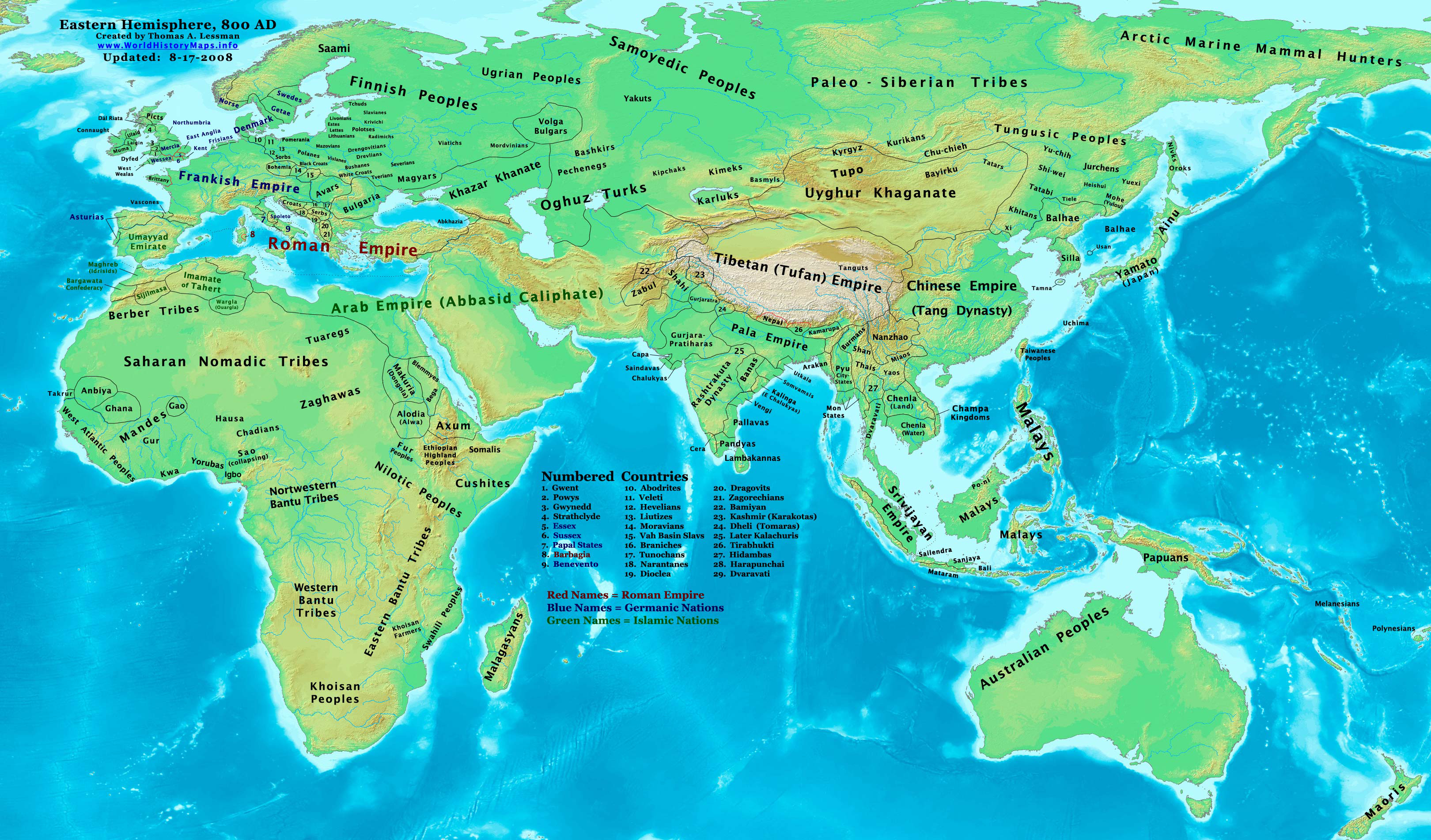
기원후 800년의 동반구: 마니교는 위구르 제국(742~840, 지도에서 "Uyghur Khaganate")의 국교였다

마니교는 발생 후 1000년 동안 서방, 즉 메소포타미아, 아프리카, 스페인, 프랑스, 이탈리아 북부, 발칸반도에서 산발적이고 간헐적으로 유지되었고, 발생지인 페르시아에서는 한때는 크게 융성했었으며, 동쪽으로는 인도 북부, 중국 서부와 티베트까지 전파되었다. 오랫동안 학자들은 마니교가 7세기 말에 중국으로 전파된 것으로 보고 있었는데, 최근의 고고학적 발견에 의해 6세기 후반에 이미 마니교가 중국에서 알려져 있었다는 것이 증명되었다.
위구르 제국의 칸인 보쿠 테킨(Boku Tekin: 759~780)은 763년에 마니교를 받아들였고 이후 840년에 위구르 제국(744~840/848)이 멸망하기까지 약 100년간 마니교는 위구르 제국의 국교로 존재하였다. 동쪽으로, 마니교는 교역로를 따라서 전파되어 당나라(618~907)의 수도인 장안까지 전파되었다. 8세기에, 이스람 아바스 왕조의 제3대 칼리프인 알마흐디(al-Mahdi: 재위 775~785)는 마니교를 탄압하였다. 그는 마니교를 진디크(zindīq: 이단)로 규정하고 진디크를 뿌리 뽑기 위한 이단 심문소를 설치하였는데 결국 마니교인들을 전면적으로 대학살하였다. 9세기에, 이슬람 아바스 왕조의 제7대 칼리프인 알마으문(재위 813~833)이 마니교 공동체를 용인했다는 기록이 있다. 중국의 송나라와 원나라에서 마니교 전통의 일부가 계속 이어져서 홍건당에 영향을 끼쳤다.

### 신마니교로 비난 받은 후대의 종교 운동
서양의 중세 시대(5~15세기) 동안 가톨릭 교회에 의해 "마니교도"라고 통칭하여 칭해진 몇몇 종교 운동들이 출현하였는데, 1184년에 종교재판소가 설치되면서 이 종교 운동들은 기독교 이단으로 규정되었고 이에 따라 박해를 받았다. 이러한 종교 운동의 대표적인 경우로 서유럽의 카타리파(Cathars)가 있다. 아르메니아에서 발생한 바오로파(Paulicians)와 불가리아에서 발생한 보고밀파(Bogomils)도 "신마니교"라고 지칭되기도 하였다.
"신마니교"라는 표현이 사용된 구체적인 사례로, 라틴어로 된 카타리파의 경전인 《리베르 데 듀오부스 프린키피이스(Liber de duobus principiis: 두 가지 원리의 서)》의 출판본에서 출판인들은 이 책이 "신마니교"인 카타리파의 문헌이라고 기술하고 있다. 그러나, 이 종교 운동들의 문헌에는 마니교의 신화나 용어들이 들어 있지 않다. 때문에, 이 종교 운동들이 마니교의 후예였던가에 대해서는 역사가들 사이에 이견이 있다.
헝가리의 기독교에는 마니교의 흔적들이 가톨릭과 개신교 둘 다에서 발견되며, 마니교의 상징들이 민속 예술품, 개신교 교회, 그리고 심지어 성 스테판 왕관(Holy Crown of Hungary)에서도 발견된다. 인도 케랄라 주의 테쿰바가르인(Tekkumbhagars), 즉 크나나야인(Knanayas)은 18세기에 기독교로 개종한 마니교도들이었다.

## 교의

### 개요
마니교의 신학에서는 선과 악의 이원론적인 관점을 가르쳤다. 마니교의 핵심 교의 중의 하나는 비록 전능하지는 않지만 영원하고 강력한 힘인 선한 힘(최고신, God; 이하 "신")에 반(半)영속적인 힘인 악한 힘(사탄)이 대항한다는 것이다. 이 교의는 신의 전능성을 부정하고 두 개의 정반대의 힘을 상정함으로써 주요한 신학적 문제들 중의 하나인 악의 문제를 해결하고 있다. 마니교가 선과 악, 빛과 어둠의 투쟁이라는 이원론적인 관점을 가지고 있지만, 이것은 흔히 아우구스티누스를 비롯한 서양의 저술가들이 마니교에 대해 설명할 때 언급하는 단순한 이분법적 이원론처럼, 영혼이 선이며 물질이 악이라는 식의 이원론인 것은 아니다.
마니교는 인간과 세계와 영혼이 최고신의 대리자인 원초 인간과 사탄간의 투쟁에 따른 산물(産物)인 것으로 본다. 그리고, 인간과 세계를 원초 인간과 사탄, 선과 악, 혹은 빛과 어둠의 전쟁이 벌어지고 있는 전쟁터라고 본다. 마니교에서는 영혼이 각 인간을 규정한다고 보는데, 영혼이 빛과 어둠 둘 다로부터 영향력을 받아 서로 상반되고 갈등하는 "두 경향성"을 가진 모습을 띨 수 있다고 본다. 또한, 이러한 빛과 어둠의 전쟁은 세계와 육체에 대해서도 마찬가지로 일어나고 있다고 본다. 세계와 육체를 빛과 어둠의 전쟁터로 보고 있기 때문에, 세계와 육체가 본질적으로 선하거나 본질적으로 악하다고 여기지 않으며 빛과 어둠을 모두 띠고 있는 것으로 본다. 비와 같은 자연 현상도 이러한 영적 전쟁의 물리적 현현이라고 보고 있다.
따라서, 마니교의 세계관에 따르면, 결함있는 창조물들에서 발견되는 악은 신이 만든 것이 아니며 사탄이 신에 대하여 반란을 일으킴에 따른 결과물이라고 설명된다. 그리고, 세계와 영혼 그리고 육체에는 빛과 어둠의 요소가 함께 들어 있는데, 어둠으로부터 빛의 요소를 해방시켜 빛의 요소가 그 자신의 근원인 신으로 돌아갈 수 있게 하는 것이 세계와 영혼과 육체가 창조 또는 현현된 목적이며 마니교도들을 비롯한 모든 인간의 사명이라고 본다.
마니교는 신의 절대적 주권을 강조하다 못해, 운명론적인 주장으로 인간에게 자유의지가 없다고 말한다.

### 우주생성론
마니교는 빛의 영적 세계와 어둠의 물질 세계 간의 갈등과 투쟁에 대해 정교하게 설명하고 있다. 이에 따라, 어둠의 세계와 빛의 세계의 주요 존재들은 자신만의 이름을 가지고 있다. 마니교 교의를 자세히 설명하고 있는 여러 원천문헌들이 있다. 이 중에서도 특히, 여러 마니교 경전들 중 특정 2부분이, 현재 이용가능한 문헌들 중, 원래의 언어로 쓰여진 원본 마니교 저작에 가장 가까운 것으로 여겨지고 있다. 이 2부분 중 하나는 네스토리아 교회(Nestorian Christian) 즉 동방의 교회(Church of the East)의 저명한 해석자이자 호교론자인 테오도르 바르 코나이(Theodore bar-Konai: fl. 8세기 말)가 시리아어로 저술한 그의 저서 《스콜리아의 서》(Ketba de-Skolion, Book of Scholia, 주해서, 8세기)에 수록되어 있는 시리아 아람어(Syriac-Aramaic) 인용문이다. 다른 하나는 현재의 신장 위구르 자치구의 투루판에서 발견된, 마니의 《샤푸라간》의 중세 페르시아어로 기록된 복수 개의 장 또는 절이다. (《샤푸라간》은 마니가 샤푸르 1세(재위 241~272)를 위해 자신의 가르침을 요약하여 헌정한 책이다.) 학자들은 이들 2부분의 글들이 각각 마니가 직접 저술한 원본 시리아어 글 또는 원본 중세 페르시아어 글인 것으로 보고 있다.
이 2부분의 글과 다른 원천문헌들로부터 우주생성론을 비롯한 마니교 교의의 세부 내용을 거의 완전히 이끌어내는 것이 가능하다. (아래 단락들에서 마니교의 신들이 모두 등장하고 있다.) 마니에 따르면, 우주는 세 단계의 창조(three creations), 즉 제1창조 · 제2창조 · 제3창조를 통해 성립된다.

#### 제1창조(First Creation)
태초에 원래는 선과 악은 완전히 분리된 2영역에 존재하였다. 선이 존재한 영역은 빛의 세계(World of Light)로, 이 세계는 위대함의 아버지(Father of Greatness)와 그의 다섯 쉐키나들(Five Shekhinas: 쉐키나는 제단이라는 의미로, 빛의 신성 법칙 · 운행 · 분화 또는 특질을 뜻한다; 대비하자면, 동양의 5행사상에서 무극 또는 태극이 있고 그것의 법칙 · 운행 · 분화 또는 특질로서의 5행이 있는 것과 같다)이 함께 통치하는 영역이다. 악이 존재한 영역은 어둠의 왕국(Kingdom of Darkness)으로, 어둠의 왕(King of Darkness)이 통치하는 영역이다.
어느 시점에서 어둠의 왕국은 빛의 세계가 존재한다는 것을 알아차리게 되었는데, 빛의 세계를 가지려는 탐욕을 일으켜서는 빛의 세계를 침략하였다. 어둠의 왕국의 침략에 대응하기 위하여, 세 가지 창조 중 제1창조에 속한 존재인 위대함의 아버지는 큰 소리로 생명의 어머니(Mother of Life)를 불렀고, 이에 부름에 응답하여 그녀는 자신의 아들인 원초 인간(Original Man: 아람어로는 Nāšā Qaḏmāyā, 나사 카드마야)을 파견하여 빛의 세계를 공격한 어둠의 힘들과 싸우게 하였다. 빛의 세계를 공격하는데 투입된 어둠의 힘들 중에는 탐욕의 악마(Demon of Greed)가 있었다.
원초 인간은 다섯 쉐키나의 반영물인 다섯 빛의 방패들(five shields of light)로 무장하였는데, 원초 인간은 곧 일어난 전투에서 이들 다섯 빛의 방패를 어둠의 힘들에게 빼앗겼다. 그리고 원초 인간은 전투에서 패하여 어둠의 힘들에 둘러싸여 갇힌 상태가 되었다. 그런데, 마니교 원천문헌들에 따르면, 어둠의 힘들은 그들이 할 수 있는 한 최대한의 양의 빛을 탐욕스럽게 먹어치우려고 했는데 다섯 빛의 방패들은 어둠의 힘들을 속이기 위한 일종의 "미끼"였던 것으로 기술되어 있다. 즉, 다섯 빛의 방패를 빼앗기는 것으로 더 큰 피해가 오는 것을 막는 역할을 한 것으로 기술되어 있다.
한편, 마니교의 우주생성론인 제1창조 · 제2창조 · 제3창조의 3단계의 창조에서 '창조(creation)'는 '부름(call)'이라고도 한다. 즉, 위대함의 아버지가 말씀을 발하여 특정한 신들을 불러냄으로써 우주의 구조가 형성된다.

#### 제2창조(Second Creation)
원초 인간이 전투에서 패하여 어둠의 힘들에 둘러싸여 갇힌 상태가 되자, 위대함의 아버지는 제2창조(Second Creation)를 시작하였다. 그는 살아 있는 영(Living Spirit)을 큰 소리로 불렀고, 그런 후 살아 있는 영은 자신의 다섯 아들들을 불렀다. 그런 후 위대함의 아버지는 '부름(a call)'을 원초 인간에게 보내었다 (여기서 '부름(Call)'은 마니교의 신들 중 하나가 된다). 그러자 응답(an answer: 여기서 응답(Answer)도 마니교의 신들 중 하나가 된다)이 원초 인간에게서 빛의 세계로 왔다. 생명의 어머니(Mother of Life), 살아 있는 영(Living Spirit)과 그의 다섯 아들들은 어둠의 세계(World of Darkness)의 악한 존재들의 몸과 그들이 삼킨 빛으로부터 우주를 창조하기 시작하였다. 10하늘(ten heavens)과 8땅(eight earths)이 창조되었는데, 이 하늘들과 땅들은 모두 어둠의 세계의 악한 물질적 존재들과 그들이 삼킨 빛의 여러 형태의 혼합물로 구성된 것이었다. 태양과 달 그리고 여러 별들이 어둠의 세계로부터 복원된 빛을 사용하여 창조되었다. 마니교 문헌에서 달이 차고 기우는 것은 빛이 채워졌다가 빠지는 것이라고 기술되어 있으며, 빛은 태양으로 가서 그것을 통과하고 그 후 다시 은하수를 통과하여 마침내 빛의 세계로 되돌아 가게 된다고 기술되어 있다.

#### 제3창조(Third Creation)
대악마들(great demons: 테오도르 바르 코나이의 인용문에서는 아르콘들(archons)이라고 기술되어 있다)이 창조된 하늘들을 떠다녔다. 그 때 위대함의 아버지가 제3창조(Third Creation)를 시작하였다. 남녀 악한 존재들과 남녀 악마들의 물질체로부터 빛이 회복되었는데, 이것은 위대함의 아버지가 세 번째 메신저(Third Messenger)와 빛의 처녀들(Virgins of Light)과 같은 빛의 존재들의 아름다운 형상을 향한 성적 욕망이 이들에게서 일어나게 한 후 이를 이용하여 회복시킨 것이다. 그러나 빛은 이들 남녀 악한 존재들과 악마들의 물질체로부터 나오자마자 곧장 땅으로 떨어졌으며 (어떤 빛들은 낙태된 형상 속에 떨어졌는데, 이것은 마니교 신화에서 타락 천사의 기원이 된다), 땅에 있던 악한 존재들 각자는 자신이 내부에 가두어 유지할 수 있는 한 최대한도로 빛을 삼켰다. 이 결과 악한 존재들이 막대한 양의 빛을 삼키게 되었으며, 이들은 서로 성적으로 교합하여 아담과 이브(Adam and Eve)를 낳았다. 그러자 위대함의 아버지는 빛나는 예수(Radiant Jesus)를 아담에게 보냈는데, 이것은 그가 아담을 일깨워 빛이라는 참된 근원 또는 근본이 자신의 물질체 안에 사로잡혀 있다는 것을 깨닫게 하기 위한 것이었다. 이러한 노력에도 불구하고, 아담과 이브는 결국 성적으로 교합하여서는 더 많은 인간들을 낳았는데, 이로써 인간 역사 전반을 통해 인류의 육체 속에 빛이 가두어져 있는 상태가 지속되게 되었다. 예언자 마니의 출현은 예수가 그랬던 것처럼 인류에게 영적인 빛(spiritual light)이라는 참된 근원 또는 참된 근본이 인류의 물질체 속에 감금되어 있다는 것을 밝혀 보여주기 위한, 빛의 세계의 또 다른 하나의 시도였다.

### 마니교 신학의 주요 존재와 사건
마니교에서 설하는 우주 체계 안에 존재하였던 혹은 발생하였던 여러 신들과 사건들에 대한 상세한 서술은 마니교가 마니에 의해 창시되었을 때부터 마니교의 교의에 존재하였다. 이후 마니교가 다른 지역으로 전파된 후에는 이 신들은 해당 지역과 종교에서 사용하는 언어로 나타났다. 즉, 테오도르 바르 코나이가 인용한 원본 시리아어 텍스트이건, 혹은 성 아우구스티누스가 마니의《에피스톨라 푼다멘티》(Epistola Fundamenti, 근본 서간)에 바탕하여 보인 라틴어 텍스트이건, 혹은 동방으로 전파된 후의 페르시아어와 중국어 번역본들이건, 동일한 신들이 등장하고 있다. 그렇기는 하나, 원본 시리아어 판본에는 마니가 설한 원본 명칭들이 들어 있는 반면에, 다른 언어와 문화에서 사용하는 언어로 나타나는 경우에는 원본 시리아어 명칭이 해당 언어로 번역되기도 하였지만 이와 더불어 해당 언어와 문화에서 사용하는 신의 명칭으로 개작 또는 변형되어 나타나기도 하였다. 예를 들어, 마니교의 경전들이 중세 페르시아어로 번역될 때 위대함의 아버지(Father of Greatness)는 조로아스터교의 최고신인 주르반(Zurvan)으로 번역되었는데, 이러한 의도적인 개작 또는 변형은 마니의 사후가 아니라 그가 살아 있는 동안에 시작된 일이다.
마니교 신학의 주요 존재와 사건들의 목록은 다음과 같다.

#### 빛의 세계
빛의 세계(World of Light)의 주요 존재와 그 역할은 다음과 같다.
- 위대함의 아버지(영어: Father of Greatness; 시리아어: ܐܒܐ ܕܪܒܘܬܐ Abbā dəRabbūṯā; 중세 페르시아어: pīd ī wuzurgīh 또는 조로아스터교의 신인 주르반; 파르티아어: Pidar wuzurgift, Pidar roshn)
- 위대함의 아버지의 다섯 쉐키나(영어: Five Shekhinas;시리아어: ܚܡܫ ܫܟܝܢܬܗ khamesh shkhinatei; 중국어: 五种大 wǔ zhǒng dà 오종대, 다섯 위대한 존재 five great ones)
  - 이성(영어: Reason; 시리아어: ܗܘܢܐ haunâ; 파르티아어: bâm; Greek: νοῦς 누스; 중국어: 相 xiāng 상 phase)
  - 마음(영어: Mind; 시리아어: ܡܕܥܐ madde´â; 파르티아어: manohmêd; 그리스어: εννοια; 중국어: 心 xīn 심, 마음 heart)
  - 지성(영어: Intelligence; 시리아어: ܪܥܝܢܐ reyana; 파르티아어: uš; 그리스어: φρονησις; 중국어: 念 niàn 념, 이데아 idea)
  - 생각(영어: Thought; 시리아어: ܡܚܫܒܬܐ mahšabtâ; 파르티아어: andêšišn; 그리스어: ενθυμησις; 중국어: 思 sī 사, 생각 thought)
  - 이해(영어: Understanding; 시리아어: ܬܪܥܝܬܐ tar´îtâ; 파르티아어: parmânag; 그리스어: λογισμος; 중국어: 意 yì 의, 뜻 meaning)
- 위대한 영(영어: Great Spirit; 중세 페르시아어: Waxsh zindag, Waxsh yozdahr; 라틴어: Spiritus Potens)

#### 제1창조
제1창조(First Creation)의 주요 존재와 그 역할은 다음과 같다.
- 생명의 어머니(영어: Mother of Life; 시리아어: ܐܡܐ ܕܚܝܐ ima de-khaye)
- 원초 인간(영어: First Man; 시리아어: ܐܢܫܐ ܩܕܡܝܐ Nāšā Qaḏmāyā; 중세 페르시아어: 오르마즈드 바이(조로아스터교의 빛과 선의 신); 라틴어: Primus Homo)
- 원초 인간의 다섯 아들(빛의 5원소; 영어: Five Sons; Five Light Elements; 중세 페르시아어: 아마라스판단; 파르티아어: panj rošn)
  - 에테르(영어: Ether; 중세 페르시아어: frâwahr, 파르티아어: ardâw)
  - 바람(영어: Wind; 중세 페르시아어와 파르티아어: wâd)
  - 빛(영어: Light; 중세 페르시아어와 파르티아어: rôšn)
  - 물(영어: Water; 중세 페르시아어와 파르티아어: âb)
  - 불(영어: Fire; 중세 페르시아어와 파르티아어: âdur)
  - 원초 인간의 여섯째 아들(응답하는 신; 영어: Sixth Son, Answer-God; 시리아어: ܥܢܝܐ ania; 중세 페르시아어: khroshtag; 중국어: 勢至 Shì Zhì The Power of Wisdom 대세지보살). 원초 인간이 빛의 세계의 부름(Call)에 응하여 보낸 응답을 신격화 한 것, 즉, 그 부름에 응하여 현현된 또는 파견된 상태를 신격화 한 것
- 살아 있는 자아(빛의 5원소로 만들어진 '생명을 지닌 구체적 개체'; 영어: Living Self; 중세 페르시아어: Griw zindag, Griw roshn)

#### 제2창조
제2창조(Second Creation)의 주요 존재와 그 역할은 다음과 같다.
- 빛들의 친구(영어: Friend of the Lights; 시리아어: ܚܒܝܒ ܢܗܝܖܐ khaviv nehirei). 다음 존재 즉 위대한 건설자를 부른다(call), 즉 발출 · 현현 · 파견한다:
- 위대한 건설자(영어: Great Builder; 시리아어: ܒܢ ܖܒܐ ban raba). 빛과 어둠을 분리시키는 새로운 세계를 만드는 일을 담당한다. 다음 존재 즉 살아 있는 영을 부른다:
- 살아 있는 영(생명의 숨; 영어: Living Spirit; 시리아어: ܪܘܚܐ ܚܝܐ rūḥā ḥayyā; 중세 페르시아어: Mihryazd; 중국어: 净活风 jing huo feng 정활풍 '청정한 생명의 바람' '청정한 숨'; 라틴어: Spiritus Vivens). 데미우르고스의 역할을 한다. 즉 물질 세계의 갖가지 구조와 그 안에 존재하는 만물의 창조신이다.
- 살아 있는 영의 다섯 아들(영어: Five Sons; 시리아어: ܚܡܫܐ ܒܢܘܗܝ khamsha benauhi)
  - 광휘의 수호자(영어: Keeper of the Splendour; 시리아어: ܨܦܬ ܙܝܘܐ tzefat ziwa; 라틴어: Splenditenens). Holds up the ten heavens from above.
  - 공경할 왕(영어: King of Honour; 시리아어: ܡܠܟ ܫܘܒܚܐ melekh shubkha; 라틴어: Rex Honoris)
  - 빛의 아다마스(영어: Adamas of Light; 시리아어: ܐܕܡܘܣ ܢܘܗܪܐ adamus nuhra; 라틴어: Adamas). 어둠의 왕을 본뜬 모습의 존재와 싸워서 이긴다.
  - 영광의 대왕(영어: Great King of Glory; 시리아어: ܡܠܟܐ ܪܒܐ ܕܐܝܩܪܐ malka raba de-ikara; 사해문서 아람어: מלכא רבא דאיקרא malka raba de-ikara; 라틴어: Rex Gloriosus). 《에녹서》(원래 아람어로 쓰였음)와 이 책의 시리아어 판인 마니의 《거인의 서》에서 중심적인 역할을 한다. 10하늘 가운데 제7천(seventh heaven)에 있으면서, 빛의 세계로 들어가는 입구를 수호한다.
  - 아틀라스(영어: Atlas; 시리아어: ܣܒܠܐ sabala; 라틴어: Atlas). 8세상을 아래에서 떠받친다.
  - 살아 있는 영의 여섯째 아들([세상의 소리에] 응답하는 신; 영어: Sixth Son, Call-God; 시리아어: ܩܪܝܐ karia; 중세 페르시아어: padvakhtag; 중국어: 觀音 Guan Yin 관음보살 Bodhisattva of Compassion, 세상의 소리를 들음). 살아 있는 영이 원초 인간에게 보낸 존재로, 원초 인간을 일깨워 어둠의 힘과의 전투에서 원초 인간이 승리하도록 하기 위해 보낸 존재이다.

#### 제3창조
제3창조(Third Creation)의 주요 존재와 그 역할은 다음과 같다.
- 제3의 사자(영어: Third Messenger; 시리아어: ܐܝܙܓܕܐ īzgaddā; 중세 페르시아어: narēsahyazad, 파르티아어: hridīg frēštag; 라틴어: tertius legatus)
- 광휘의 예수(영어: Jesus the Splendour; 시리아어: ܝܫܘܥ ܙܝܘܐ Yisho Ziwa). 물질체에 갇혀 있는 영적인 빛이라는 근원 또는 근본을 일깨우기 위해 아담과 이브에게 보내졌다.
- 빛의 아가씨(영어: Maiden of Light)
- 12 빛의 처녀(영어: Twelve Virgins of Light; 시리아어: ܬܪܬܥܣܪܐ ܒܬܘܠܬܐ tratesra btultē; 중세 페르시아어: kanīgān rōšnān; 중국어: 日宮十二化女 ri gong shi er hua nyu 일궁십이화녀). 황도대 12궁의 별자리에 반영되어 있다.
- 영광의 기둥(영어: Column of Glory; 시리아어: ܐܣܛܘܢ ܫܘܒܚܐ esṭūn šubḥa; 중세 페르시아어: srōš-ahrāy, Sraosha에서 유래; 중국어: '蘇露沙羅夷 su lou sha luo yi 소로사라이'와 '盧舍那 lu she na 노사나'는 둘 다 중세 페르시아어인 srōš-ahrāy에서 유래한 음역어이다). 영혼이 빛의 세계로 되돌아갈 때 밟아가는 길로서, 은하수에 상당한다.
- 위대한 누스(영어: Great Nous)
- 위대한 누스의 다섯 팔다리(영어: Five Limbs)
  - 이성(영어: Reason)
  - 마음(영어: Mind)
  - 지성(영어: Intelligence)
  - 생각(영어: Thought)
  - 이해(영어: Understanding)
- 정의(영어: Just Justice)
- 최후의 신(영어: Last God)

#### 어둠의 세계
어둠의 세계(World of Darkness)의 주요 존재와 그 역할은 다음과 같다.
- 어둠의 왕(영어: King of Darkness; 시리아어: ܡܠܟ ܚܫܘܟܐ melech kheshokha; 중세 페르시아어: 아리만(Ahriman), 조로아스터교에서 악한 존재의 우두머리)
- 어둠의 왕의 다섯 악의 왕국(영어: Five evil kingdoms). 빛의 5원소에 대응되는 악의 존재로, 어둠의 세계의 가장 하층부를 이룬다.
- 어둠의 왕의 아들(영어: Son; 시리아어: ܐܫܩܠܘܢ Ashaklun; 중세 페르시아어: 아즈(Az), 조로아스터교의 악마인 아지 다하카(Azi Dahaka)에서 유래)
- 어둠의 왕의 아들의 배우자(영어: Son's mate; 시리아어: ܢܒܪܘܐܠ Nebroel)
  - 이들의 자녀인 아담과 이브(영어: Adam and Eve; 중세 페르시아어: Gehmurd and Murdiyanag)
- 거인들(타락 천사들, 낙태자들; 영어: Giants, Fallen Angels, Abortions, 시리아어: ܝܚܛܐ yakhte, 낙태로 태어난 자들 또는 타락한 자들; 또한 ܐܪܟܘܢܬܐ arkhonata, 영지주의의 아르콘들(archons); 그리스어, 콥트어: ’Εγρήγοροι Egrēgoroi, 거인들). 이들은《에녹서》에 나오는 타락 천사들의 이야기와 관련이 있으며, 마니는 이 내용을 자신의 저서인 《거인의 서》에서 널리 사용하고 있다. 또한 이들은 창세기(6:1–4)에 나오는 네피림(נפילים)과 관련이 있는데, 이 내용이 마니교 교의에서의 거인들 즉 타락 천사들의 이야기의 토대이다.

## 같이 보기
- 영지주의
- 페르시아의 영지주의
- 시리아와 이집트의 영지주의
- 만다야교

## 참고 문헌
- BeDuhn, Jason David (2002). 《The Manichaean Body: In Discipline and Ritual》 (영어). Baltimore: Johns Hopkins University Press. ISBN 0-8018-7107-7.
- Welburn, Andrew (1998). 《Mani, the Angel and the Column of Glory》 (영어). Edinburgh: Floris. ISBN 0-86315-274-0.